# Le Cheval pâle (mini-série)
Pour les articles homonymes, voir Le Cheval pâle et Le Cheval pâle (homonymie).
 (mars 2021).
Le Cheval pâle (The Pale Horse) est une mini-série télévisée en deux épisodes produite par BBC One et diffusée en 2020. Écrite par Sarah Phelps, la série est basée sur le roman du même nom d'Agatha Christie mais s'en éloigne beaucoup, principalement en n'intégrant pas le personnage d'Ariadne Oliver, l'amie d'Hercule Poirot. Réalisée par Leonora Lonsdale, elle est interprétée par Rufus Sewell et Kaya Scodelario,.
Elle est diffusée sur BBC One le 9 février 2020 et en France le 14 décembre 2020 sur C8.

## Synopsis
Un an après avoir découvert sa première femme, Delphine, électrocutée dans son bain, l'antiquaire Mark Easterbrook est convoqué par la police lorsqu'une femme, Jessie Davis, est retrouvée morte dans la rue. Cachée dans sa chaussure se trouvait une liste de noms qu'elle avait écrits sur un morceau de papier. Parmi les noms figurent ceux de Mark et de sa maitresse, Thomasina Tuckerton.

## Distribution

### Acteurs principaux
- Rufus Sewell (VF : Maurice Decoster) : Mark Easterbrook
- Sheila Atim (VF : Jessie Lambotte) : Thryza Gray
- Georgina Campbell (VF : Fily Keita) : Delphine Easterbrook
- Bertie Carvel (VF : Sébastien Desjours) : Zachariah Osborne
- Kathy Kiera Clarke (VF : Marie-Ève Dufresne) : Sybil Stamfordis
- James Fleet (VF : Gabriel Le Doze) : Oscar Venables
- Henry Lloyd-Hughes (VF : Alexis Victor) : David Ardingly
- Claire Skinner (VF : Rafaèle Moutier) : Yvonne Tuckerton
- Rita Tushingham (VF : Monique Nevers) : Bella
- Sean Pertwee (VF : Michel Dodane) : l'inspecteur Stanley Lejeune
- Kaya Scodelario (VF : Karine Foviau) : Hermia Easterbrook

### Acteurs secondaires
- Madeleine Bowyer (VF : Françoise Cadol) : Jessie Davis
- Poppy Gilbert : Thomasina Tuckerton
- Ellen Robertson (VF : Nathalie Bienaimé) : Poppy
- Sarah Woodward (VF : Élisabeth Fargeot) : Clemency Ardingly

 Source et légende : version française (VF) sur RS Doublage
Distribution le cheval pâle à revoir

## Production
Le tournage a été réalisé à Bristol. La voiture conduite par le personnage de Rufus Sewell est une Lagonda 3-Litre drophead coupé.

## Accueil critique
Le site AlloCiné juge que cette adaptation n'est pas la meilleure mais salue la mise en scène soignée.